# Leviathan Patera
Leviathan Patera est une possible caldeira cryovolcanique située sur le satellite Triton de la planète Neptune, par 17° N et 28,5° E.

## Géographie et géologie
Située en bordure nord-ouest de Cipango Planum, région évoquant une plaine de « cryolave », Leviathan Patera se présente comme une cavité irrégulière presque entièrement comblée par un matériau d'apparence très lisse dans sa moitié sud, plus irrégulière dans sa partie nord — où un petit cratère d'impact est visible — et traversée transversalement par une faille ponctuée de cavités d'effondrement révélant peut-être la présence d'un tunnel de lave. L'ensemble prend place au centre d'un bourrelet de matériaux à la surface lisse recouvrant sans ambiguïté des terrains plus anciens, notamment au nord où la surface est plus rugueuse et où sont visibles quelques cratères d'impact très nets, dont un — le cratère Andvari — atteint une quinzaine de kilomètres de diamètre.
L'ensemble de cette région présente un dénivelé très limité, et constitue peut-être la formation la plus explicitement d'origine cryovolcanique observée à la surface de Triton. Cette interprétation est renforcée par le fait que Leviathan Patera se trouve à l'intersection de Set Catena et de Kraken Catena, qui peuvent l'une et l'autre être vues comme la manifestation d'un rift.